# 1995年埃塞俄比亚宪法
《埃塞俄比亚联邦民主共和国宪法》（羅馬化：Ye-Ītyōṗṗyā Fēdēralawī Dēmokirasīyawī Rīpebilīk Ḥige Menigišit），又称1995年埃塞俄比亚宪法，是埃塞俄比亚现行的最高法律。该宪法由1994年6月选举产生的制宪会议起草，经1994年12月8日埃塞俄比亚过渡政府通过，在1995年5月大选后的1995年8月21日生效。该宪法的第39条规定：“埃塞俄比亚的每个民族、族群和人民都享有无条件的自决权，包括分裂的权利”。